# Universalprüfmaschine

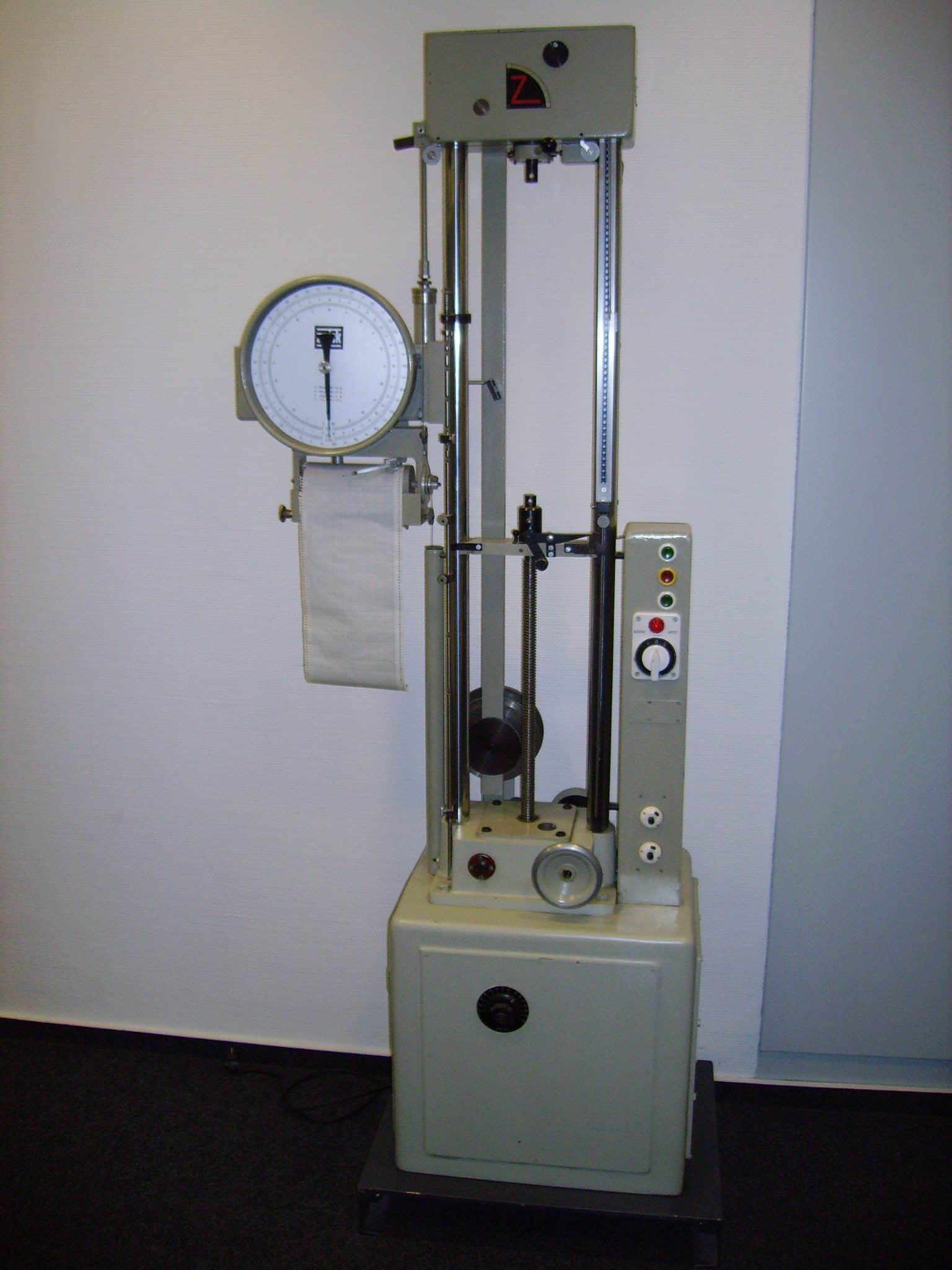
Funktionstüchtige Zugprüfmaschine mit Schleppzeiger von 1963 (Zwick)

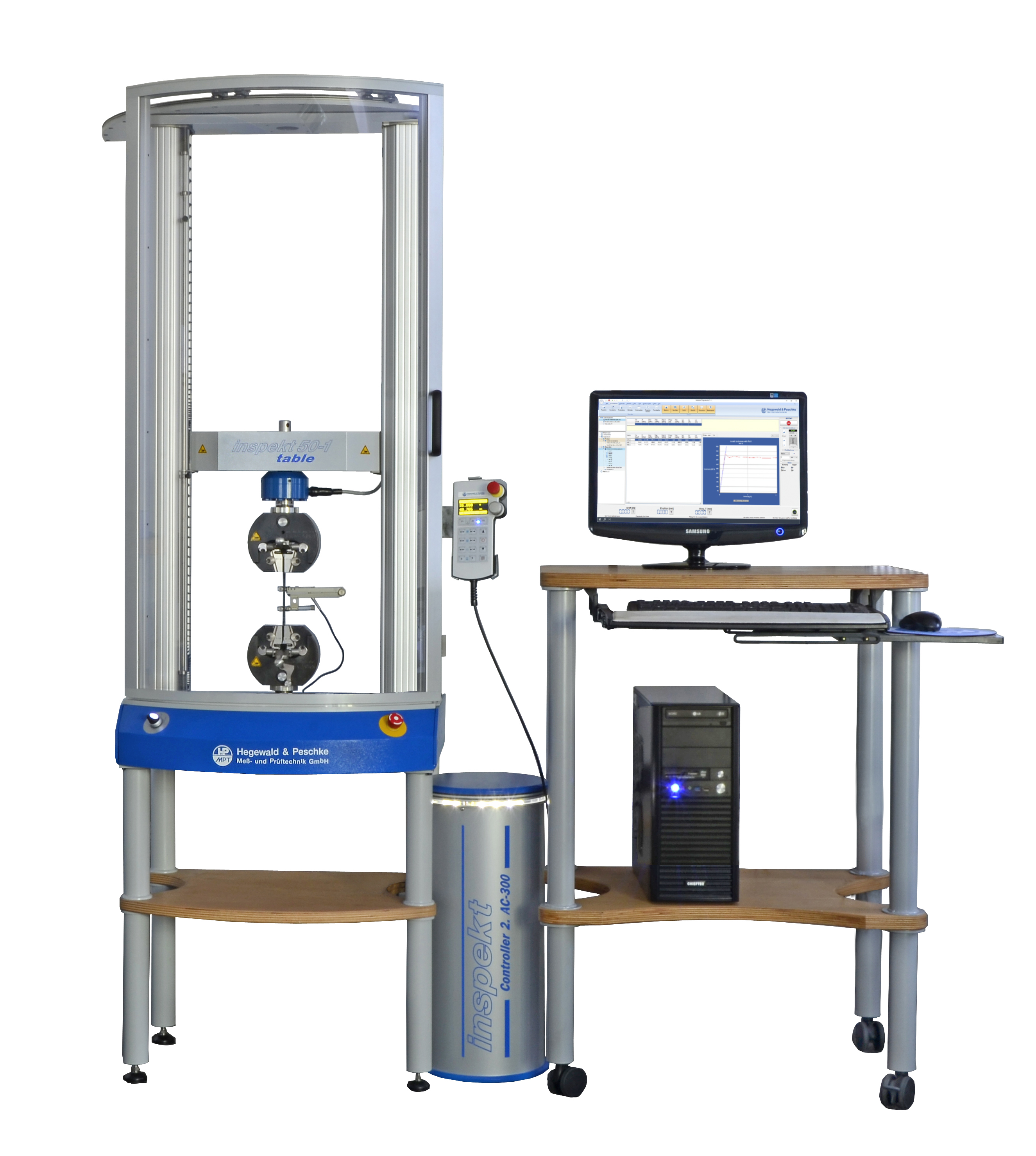
Universalprüfmaschine 50 kN mit PC-Kopplung und Prüfsoftware (Hegewald & Peschke)

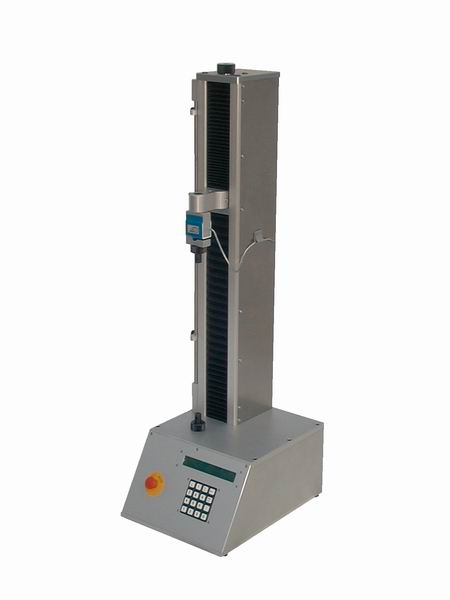
Moderne kleine Universalprüfmaschine mit optionalem PC-Interface (Thümler)

Die Universalprüfmaschine, auch Prüfmaschine genannt, wird zur Bestimmung von Spannungs-Dehnungs-Diagrammen bzw. Kennwerten daraus für Werkstoffe verwendet. Im Einzelnen können Zugversuche, Druckversuche, Scherversuche oder Biegeversuche durchgeführt werden, wobei Zugversuche am häufigsten sind.
Zugprüfmaschinen sind spezielle Prüfmaschinen, welche geeignet sind, eindimensionale Bewegungsabläufe in einem Kraft-Weg-Diagramm oder in einem Spannungs-Dehnungs-Diagramm darzustellen.
Die klassische Anwendung ist die Zerreißprobe, bei der eine Probe so lange einer steigenden Zugbelastung ausgesetzt wird, bis sie schließlich zerreißt. Das während dieses Versuchs erstellte Kraft-Weg-Diagramm liefert Informationen über die Belastbarkeit, Elastizität und plastische Verformung der Werkstoffprobe.

## Aufbau
Die Zugprüfmaschine besteht im Allgemeinen aus einer feststehenden und einer bewegten Traverse, welche mittels einer oder zweier Spindeln elektrisch oder hydraulisch angetrieben wird.
Die Traverse wird mit einer definierten Geschwindigkeit (je nach Prüfvorgabe) in eine Richtung bewegt, um die Zugprobe, die durch Probenhalter zwischen den Traversen gehalten wird, zu zerreißen. Dabei werden die Verformung der Probe über den Traversenweg oder einen Dehnungssensor (auch Extensometer genannt) und die benötigte Kraft mit einem Kraftaufnehmer aufgezeichnet. Mit Hilfe der Probenabmessungen können daraus die Spannungen und Dehnungen berechnet werden.
Die sichere und präzise Messung der Dehnung bei der Prüfung hochdehnbarer, hochelastischer und berührungsempfindlicher Proben wird dabei zweckmäßig über berührungslose optische Messsysteme durchgeführt.
Zur Messung der Kräfte werden Kraftaufnehmer gemäß Genauigkeitsklassen nach ISO 7500-1 mit sehr großen Messbereichen bevorzugt.
Steigende Bedeutung haben neben diesen statischen Material-Prüfmaschinen auch
- automatisierte Prüfsysteme sowie
- Prüfmaschinen zur dynamischen- und Ermüdungs-Prüfung und
- Systeme für Prüfungen unter Temperatur und Klimaeinflüssen.

## Anforderungen
Entsprechend den Anforderungen werden Universalprüfmaschinen von preiswerten, einsäuligen Tischmodellen mit 500 N über Doppelspindelmodelle mit 250 kN bis hin zu hydraulischen Großlastmaschinen ab 300 – 2000 kN angeboten.
Die Anforderungen an Zugprüfmaschinen sind u. a. unter folgenden Normen definiert:
- DIN 51220 Allgemeines zur Anforderung an Werkstoffprüfmaschinen und zu deren Prüfung und Kalibrierung
- DIN EN ISO 6892-1: Metallische Werkstoffe – Zugversuch – Teil 1 (ehemals EN 10002)
- EN ISO 7500-1 Metallische Werkstoffe – Prüfung von Prüfmaschinen für statische einachsige Beanspruchung – Teil 1: Zug- und Druckprüfmaschinen – Prüfung und Kalibrierung
- ISO 5893 Prüfgeräte für Kautschuk und Kunststoffe